# Šestindvajseta egipčanska dinastija
Šestindvajseta egipčanska dinnastija je bila zadnja domača dinastija, vendar ne zadnja,  ki je vladala v Starem Egiptu. Vladala je od leta 664 pr. n. št. do leta 525 pr. n. št., ko so Egipt okupirali Perzijci. Po prestolnici Sais je znana tudi kot Saiška dinastija. Z njeno vladavino se je začelo pozno obdobje Starega Egipta.

## Zgodovina
Šestindvajseta dinastija izvira iz Štiriindvajsete egipčanske dinastije. Psametik I. je bil verjetno potomec faraona Bakenranefa (vladal 725–720 pr. n. št.) in bil po invazijah novoasirskega cesarstva med vladavino Taharke in Tantamanija priznan za edinega vladarja celega Egipta. Psametik I. je sklenil zavezništvo z lidijskim kraljem Gigom,  ki mu je poslal plačance iz Karije in Grčije, da je lahko pod svojo oblastjo združil celoten Egipt.
Po opustošenju Niniv leta 612 pr. n. št. in padcu Asirskega kraljestva so Psametik I. in njegovi nasledniki poskušali ponovno vzpostaviti egipčansko oblast na Bližnjem vzhodu, vendar jih je  od tam izrinil novobabilonski cesar Nebukadnezar II.  Faraonu Vahibreju je s pomočjo grških najemnikov uspelo preprečiti babilonski poskus osvojitve Egipta. Leta 525 pr. n. št. so Egipt napadli Perzijci in ga zasedli. Kralj Kambiz II. je ujel in kasneje usmrtil zadnjega faraona Šestindvajsete dinastije Psametika III.

### Arheologija
Maja 2020 je egiptovsko-španska arheološka odprava pod vodstvom Esther Ponce v nekdanjem Oksirinhu odkrila pokopališče z edinstveno grobnico iz zglajenega apnenca iz obdobja Šestindvajsete dinastije. Odkrila je tudi bronaste kovance, glinaste pečatnike, rimske grobove in majhne križe. 3. oktobra  2020 so odkrili 59 krst svečenikov in duhovnikov iz Šestindvajsete dinastije, starih skoraj 2.500 let.

## Umetnost
- Glinasta posoda z obrazom boga Besa iz obdobja Šestindvajsete dinastije, Petriejev muzej egipčanske arheologije, London
- Kip ženske z imenom Psametika I., Muzej Louvre, Pariz
- Apriesova sfinga iz zbirke grofa Caylusa

## Faraoni Šestindvajsete dinastije
Šestindvajseta inastija je morda povezana s Štirindvajseto dinastijo. Maneton omenja, da se je začela z naslednjimi faraoni:
- Ameris Nubijski, vladal 12 ali 18 let
- Stefinat, vladal 7 let
- Nečeps, vladal 6 let
- Neko, vladal 8 let

Ko je nubijski kralj Šabaka premagal Tefnahtovega sina Bakenrenefa, je za  guvernerja v Saisu postavil verjetno nubijskega poveljnika.  Guverner bi lahko bil mož z imenom Ameris. Stefinat bi lahko bil potomec Bakenrenefa, faraona iz Štiriindvajsete dinastije. V literaturi se omenja tudi kot Tefnaht II.
Nečeps je bil prepoznan kot lokalni kralj po imenu Nekauba (vladal 678–672 pr. n. št.). Manetonov Neko je kralj Neko I. (vladal 672–664 pr. n. št.). Maneton mu pripisuje osem let vladanja. Neko je bil ubit v spopadu z nubijskim kraljem Tantamanijem. Psametik I. je pobegnil v Ninive,  glavno mesto Novoasirskega cesarstva,  in se vrnil v Egipt, ko je Asurbanipal premagal Tantamanija in ga pregnal nazaj na jug. Znanstveniki štejejo za prvega vladarja Šestindvajsete dinastije Psametika I.
Sikst Julij Afričan v svoji pogosto natančni različici Manetovega Epitoma navaja, da je dinastija štela 9 faraonov. Začela se je s Stefinatom (Tefnaht II.) in končala s Psametikom III. Afričan tudi ugotavlja, da sta Psametik I. in Neko I.  vladala 54 oziroma 8 let.
| Slika | Ime         | Komentar                                                                           | Vladanje           |
| ----- | ----------- | ---------------------------------------------------------------------------------- | ------------------ |
|       | Tefnaht II. | Manetonov Stefinates. Lahko bi bil potomec Štiriindvajsete dinastije. Oče Neka II. | 685–678 pr. n. št. |
|       | Nekauba     | Manetonov Nehepsos. Njegov obstoj je vprašljiv.                                    | 678–672 pr. n. št. |
|       | Neko I.     | Leta 664 ga je ubila Tantamanijeva kušitska vojska. Oče Psametika I.               | 672–664 pr. n. št. |

Psametik I., sin in naslednik Neke I., je uspel ponovno združiti Egipt in se običajno šteje za ustanovitelja Šestindvajsete dinastije. 
| Slika | Ime              | Komentar | Vladanje           |
| ----- | ---------------- | --- | ------------------ |
|       | Psametik I.      | Ponovno združil Egipt. Sina Neka I. in oče Neka II. | 664–610 pr. n. št. |
|       | Neko II.         | Najverjetneje faraon, omenjen v več knjigah Stare zaveze. Sin Psametika I. in oče Psametika II. Po Herodotu (4.42) je njegova pomorska odprava v treh letih obplula Afriko od Rdečega morja do izliva Nila. | 610–595 pr. n. št. |
|       | Psametik II.     | Sin Neka II. in oče Vahibreja (Apriesa). | 595–589 pr. n. št. |
|       | Vahibre (Apries) | Pobegnil iz Egipta, ko se je general Amasis po državljanski vojno razglasil za faraona Ahmosa II. Sin Psametika II.                                                                                         | 589–570 pr. n. št. |
|       | Ahmoz II.        | Zadnji velik vladar Egipta pred perzijsko okupacijo. Po grškem zgodovinarju Herodotu je bil preprostega porekla. Oče Psametika III.                                                                         | 570–526 pr. n. št. |
|       | Psametik III.    | Sin Ahmosa II. Vladal približno šest mesecev in bil poražen v bitki s Perzijci pri Peluziju leta 525 pr. n. št. Po poskusu upora je bil usmrčen.                                                            | 526–525 pr. n. št. |